# Courlon-sur-Yonne
Courlon-sur-Yonne – miejscowość i gmina we Francji, w regionie Burgundia-Franche-Comté, w departamencie Yonne.
Według danych na rok 1990 gminę zamieszkiwało 876 osób, a gęstość zaludnienia wynosiła 52 osoby/km² (wśród 2044 gmin Burgundii Courlon-sur-Yonne plasuje się na 268. miejscu pod względem liczby ludności, natomiast pod względem powierzchni na miejscu 558.).